# Eulàlia Bota i Ill
Eulàlia Bota i Ill (Barcelona, ? - 24 de gener 2002) va ser una mestra i pedagoga catalana, defensora de l'escola inclusiva, pública i democràtica.

## Biografia
Es va formar als anys setanta a la Universitat de Barcelona, on va formar part de l’organització d’esquerres antifranquista Bandera Roja, fundada el 1968.
Als anys setanta va ser mestra de l’antiga escola Icària del barri de la Sagrera, creada l’any 1968 com a escola activa, laica, mixta, progressista i no discriminatòria, centrada en l’ensenyament en català. Quan el 1983 aquesta es va convertir en l’escola pública El Sagrer, Eulàlia Bota va seguir formant part de l’equip de mestres i en va ser directora.
L’any 2000 i a petició de Marta Mata, va entrar a formar part de la Comissió Executiva de l'Associació de Mestres Rosa Sensat, junt amb Carles Martínez i Rosa Securun. Des d’aquesta institució va vetllar per la defensa de l’escola inclusiva, pública i democràtica, amb un gran respecte per als infants i el joves i per la seva formació com a persones lliures.
Eulàlia Bota va inspirar la secció La pissarra del programa de Catalunya Ràdio El cafè de les idees del periodista Joan Barril.
L’any 2008 es va inaugurar l’escola que porta el seu nom construïda al solar de les antigues casernes de l’exèrcit espanyol a Sant Andreu de Palomar.